# Ремнелепестник козий
Ремнелепе́стник ко́зий (лат. Himantoglóssum cáprinum) — травянистое растение; вид рода Ремнелепестник семейства Орхидные.

## Ботаническое описание
Многолетнее травянистое растение. Жизненная форма: вегетативный однолетник со сферическими стеблекорневыми тубероидами.
Листья сизовато-зелёные, в количестве 5—6.
Цветонос 50—70 см. Соцветие редкое колосовидное, длиной 20—30 см, с 8—29 цветками. Брактеи светло-зеленоватые, яйцевидные, заостренные, короче завязи. Цветки зеленовато-белые, шлем и отчасти губа с пурпурно-фиолетовой
оторочкой. Средняя лопасть губы длинная (4-6 см), ремневидная, глубоко рассеченная на две доли. Привлекает внимание своими необычными цветками на высоких цветоносах. Решающую роль для раскрытия цветков ремнелепестника играет сумма температур за декаду, предшествующую цветению.
Опыление неравномерное из-за редкого вытянутого соцветия, первыми раскрываются нижние цветки. Именно в нижней и средней части соцветия чаще всего образуются коробочки с семенами. Плодообразование не превышает 10—18 %, а в годы с дождливым летом и недостатком опылителей составляет всего 5—9 %. Плоды завязываются у растений на открытых местах интенсивнее, чем по краям опушек. Созревают коробочки в конце июля - начале августа, диссеминация отмечается в начале - середине августа. К моменту начала созревания плодов у растений уже полностью завершена вегетация надземной части и сформирован молодой клубень с почкой возобновления.

## Распространение и среда обитания
Кальцефил. Встречается в лиственных лесах, среди кустарников на высоте около 800 м над уровнем моря, обычно одиночными экземплярами.
Распространён в Европе и Северной Африке, во многих европейских странах редок. 
В Крыму Himantoglossum caprinum по своей фитоценотической значимости является автохтонным ассектатором разреженного дубово-грабинникового редколесья и прилегающих к нему кустарниковых зарослей, где приурочен к открытым петрофитным склонам и осветленным участкам вблизи троп. Этот гелиофитный вид произрастает в фитоценозах совместно с Festuca rupicola Heuff., Elytrigia caespitosa subsp. nodosa (Nevski) Tzvelev, Poa sterilis subsp. sterilis, Jasminum fruticans L., Filipendula vulgaris Moench, Anthemis ruthenica M. Bieb., Asphodeline taurica (Pall.) Endl. Положительно реагирует на повышенное содержание кальция в почве, вследствие чего нередко встречается на известковых почвах, мезотроф. По отношению к влаге ремнелепестник является ксеромезофитом, произрастающим на склонах с хорошим стоком влаги, однако также прекрасно переносит засуху.

## Охранный статус
Вид на грани исчезновения. Занесён в Красные книги России, Украины и Краснодарского края. Вымирает в связи с отсутствием естественного возобновления, повышенных рекреационных нагрузок, сбор на букеты, как красивоцветущего растения.

## Синонимы
По данным The Plant List:
- Aceras caprinum (M.Bieb.) Lindl.
- Aceras hircina var. caprina (M.Bieb.) Rchb.f.
- Himantoglossum caprinum (Biebl) C. Koch
- Himantoglossum caprinum subsp. robustissimum Kreutz
- Himantoglossum caprinum subsp. rumelicum H.Baumann & R.Lorenz
- Himantoglossum hircinum var. caprinum (M.Bieb.) W.Zimm.
- Himantoglossum hircinum subsp. caprinum (M.Bieb.) K.Richt.
- Loroglossum caprinum (M.Bieb.) Beck
- Loroglossum caprinum (Biebl) Rouy
- Loroglossum hircinum var. caprinum (M.Bieb.) Gallé
- Loroglossum hircinum subsp. caprinum (M.Bieb.) E.G.Camus
- Orchis caprina M.Bieb.